# Antsokiyana Gemza
Antsokiyana Gemza est l’un des 23 woredas de la zone Semien Shewa située dans la région Amhara, en Éthiopie. Ce secteur compte 79 091 habitants recensés en 2007.